# Praxis (banda)
Praxis é um projeto musical de Bill Laswell. Praxis combina elementos de diferentes gêneros de música como funk, jazz, hip-hop e heavy metal dentro de um tipo improvisado de música. A primeira aparição da banda foi em 1992 com o disco Transmutation (Mutatis Mutandis), aclamado pela crítica norte-americana. Os integrantes Buckethead, Bill Laswell, Bernie Worrell e Brain tem definido a direção da banda durante os últimos 15 anos. O grupo trabalhou com muitos outros artistas como Serj Tankian do System of a Down, Iggy Pop, e Les Claypool.

## Estilo musical
Entre as influências de Bill Laswell e Buckethead, a experimentação musical da banda Praxis combina elementos da banda Funkadelic (da qual Bernie Worrell fazia parte), do fusion de Miles Davis de meados dos anos 70 e do hip-hop. Esses elementos são incorporados de forma eclética com a liberdade de misturar diversos gêneros incluindo música de vanguarda, heavy-metal, funk e jazz fusion.

## Participantes
Os seguintes músicos contribuíram com as várias experiências que Praxis teve:
- Buckethead na guitarra
- Bootsy Collins no baixo e vocal
- Bernie Worrell no teclado
- Bill Laswell no baixo
- Les Claypool no baixo, whamola, e vocal
- DJ Disk nos turntables
- Afrika Baby Bam como AF Next Man Flip nos turntables
- Invisibl Skratch Piklz nos turntables
- DXT nos turntables
- Brain na bateria
- Cindy Blackman na bateria
- Yamatsuka Eye no vocal
- Toshinori Kondo no trumpete
- Hakim Bey no vocal, e inspiração
- Lili Haydn no violino
- John Zorn no saxophone
- Mick Harris na bateria
- Alex Haas no teclado, e processo
- David Castellan nos loops, texturas, e composições
- Julian Joyce como "DarkStep Junglist"
- Pat Thrall na guitarra
- Anne Pollack na flauta
- Charlotta Jansen no vocal
- Peter Wetherbee na bateria, guitarra, vocal, synthesis, loops, batidas, e noise
- Serj Tankian no vocal
- Iggy Pop no vocal
- Maximum Bob no vocal
- Mike Patton no vocal

## Discografia

### Álbuns de Estúdio
- Transmutation (Mutatis Mutandis) (1992)
- Sacrifist (1993)
- Transmutation (1994)
- Mold (1998)
- Profanation (Preparation for a Coming Darkness) (2008)

### Singles
- Animal Behavior (1992)

### EPs e Compilações
- A Taste of Mutation (1992)
- 1984 (1997)
- Collection (1998)

### Ao vivo
- Live in Poland (1997)
- Transmutation Live (1997)
- Warszawa (1999)
- Zurich (2005)
- Tennessee 2004 (2007)